# Año epónimo
Se llama año epónimo a la forma de denominar un año de acuerdo con el nombre de un gobernante o personaje importante. En este artículo se afrontan las diversas maneras que se han dado para ello.

## Año del faraón
En el antiguo Egipto, la forma de nombrar a un año implicaba indicar con jeroglíficos el número de años que llevaba reinando un determinado faraón, incluyendo a continuación los epítetos y títulos de este.

## Año del consulado
La fórmula usada en la Antigua Roma es: «durante el consulado de tal y cual». Se usaban entonces los nombres de los dos cónsules del año. El 1 de enero comenzaban su gestión un par de cónsules llamados consules ordinarii; los que vinieran después eran llamados consules suffecti. Existen listas de cónsules hasta el siglo VI d. C.
Tras la división del imperio se nombraba un cónsul para cada parte. En ocasiones no se sabía a tiempo el nombre del cónsul de Oriente o viceversa y entonces, el año era llamado con el nombre del cónsul conocido. También en ocasiones, debido a tensiones entre ambas partes del imperio, se evitó mencionar el nombre del cónsul de la parte contraria.
Otro elemento a considerar son los años en que no hubo cónsules. En esos casos, los documentos introducen la expresión post consulatum y cuántos años tras ese consulado se daba la fecha. Durante el siglo V-VI este sistema fue usado frecuentemente debido a los problemas de comunicación que hacían difícil el dar a conocer a tiempo el o los nombres de los cónsules.

## Año de un emperador o de un rey
El uso del nombre del emperador romano para dar nombre al año fue impuesto por Justiniano I en el año 537 d. C. Este sistema fue usado por la cancillería pontificia (hasta el año 772) y por la cancillería del Sacro Imperio romano germánico desde 802 hasta 1047.
Los reyes bárbaros también usaron este sistema en sus respectivos territorios, en especial los lombardos y los merovingios.

## Año del pontificado
Se usó desde el año 781 con el Papa Adriano I. La fórmula empleada era: Pontificatus domini […] anno […]. El año según esta nomenclatura comienza el día de la coronación o de consagración del Papa. En el caso de los Papas Calixto II (1119-1124) e Inocencio II (1130-1143) el año se calcula no desde el día de la coronación sino de la elección. 
Para calcular la fecha correspondiente:
- Si la fecha indicada es anterior a la fecha de coronación, se le suma un año.
- Si la fecha indicada es posterior a la fecha de coronación, se le resta un año.